# 春水镇
春水镇，是中华人民共和国河南省驻马店市泌阳县下辖的一个乡镇级行政单位。

## 行政区划
春水镇下辖以下地区：
春水村、春东村、前邓村、毛胡张村、孟冲村、铁冲村、樊洼村、薛楼村、马庄村、和庄村、邵岗村、徐庄村、罗楼村、魏庄村、火石山村、湾李村、张沟村、沈楼村和廖庄村。